# Nanjing Iron and Steel Company
Nanjing Iron & Steel («Нанкин Айрон энд Стил», сокращённо NISCO) — китайская сталелитейная компания. Штаб-квартира расположена в городе Нанкин, административном центре провинции Цзянсу.

## История
Сталелитейный завод в Нанкине был построен в 1958 году. В 1996 году на его основе была учреждена Nanjing Iron and Steel Group, в 1999 году была зарегистрирована дочерняя компания Nanjing Iron & Steel Company, в следующем году акции которой были размещены на Шанхайской фондовой бирже. Первоначально более 70 % акций находилось под контролем группы, но в 2003 году основным акционером стало совместное предприятие Nanjing Iron and Steel Group и Fosun International, названное Nanjing Nangang Iron and Steel United.

## Деятельность
Объём производства стали на сталелитейных комбинатах группы в 2020 году составил 11,58 млн тонн, что соответствовало 36-му месту в мире.